# Royal Louis (Schiff, 1693)
Die Royal Louis war ein 110-Kanonen-Linienschiff (Dreidecker) 1. Ranges der französischen Marine, das von 1693 bis 1716 in Dienst stand.

## Geschichte

### Bau
Die spätere Royal Louis wurde als Ersatz für das 1669 vom Stapel gelaufene Linienschiff gleichen Namens, welches im Januar 1691 außer Dienst genommen wurde, von dem Schiffbauingenieur François Coulomb dem Älteren entworfen und unter seiner Bauaufsicht am 9. April 1692 im Marinearsenal von Toulon auf Kiel gelegt. Der Stapellauf erfolgte am 22. September 1692 und die Indienststellung im Mai des Folgejahres. Wobei sie nicht mit den ursprünglich geplanten 30 bronzenen 48-Pfünder-Kanonen ausgerüstet wurde, da noch nicht alle dieser Geschütze hergestellt waren und sie sich im Gebrauch auf Grund ihrer Größe als unhandlich erwiesen hatten.

### Einsatzgeschichte
Nach ihrer Indienststellung, während des Pfälzischen Erbfolgekrieges (1688–1697), diente die Royal Louis als Flottenflaggschiff der französischen Mittelmeerflotte unter dem Comte de Tourville, wurde aber bei keinen Gefechten eingesetzt.
Im Jahr 1704, während des Spanischen Erbfolgekrieges (1701–1715), wurde entschieden, dass sich das durch mangelhafte Instandsetzung auf Grund fehlender finanzieller Mittel in einem schlechten Zustand befindliche Schiff in den Marinestützpunkt Brest an der Atlantikküste zu verlegen, wo es bis ins Folgejahr überholt bzw. rebuild wurde. Durch diese Maßnahme entging es 1707 der Selbstversenkung der französischen Mittelmeerflotte, aber auch von Brest erfolgte kein Einsatz und das Schiff wurde nach 1716 desarmiert.
Im Jahr 1723 erfolgte der Befehl zur Streichung aus der Flottenliste, wobei der Abbruch erst vier Jahre später erfolgte. Sie wurde ersetzt durch das 1725 in Dienst gestellt 110-Kanonen-Schiff Foudroyant.

## Technische Beschreibung
Die Royal Louis war als Batterieschiff mit drei durchgehenden Geschützdecks konzipiert und hatte eine Länge von 56,52 Metern (Geschützdeck) bzw. 47,75 Meter (Kiel), eine Breite von 15,59 Metern und einen Tiefgang von 7,47 Metern bei einer Vermessung von 2600 tons (bm) bzw. Verdrängung von 3928 Tonnen. Sie war ein Rahsegler mit drei Masten (Fockmast, Großmast und Kreuzmast). Auf der Spitze des Bugspriets war zudem noch eine Mars und ein weiterer kleiner Mast, der Sprietmast angebracht, an dem ebenfalls noch ein kleines Rahsegel gesetzt werden konnte. Der Rumpf schloss im Heckbereich mit einem zeitspezifischen Heckspiegel, in den Galerien integriert waren, die in die seitlich angebrachten Seitengalerien mündeten.
Die Bewaffnung bestand aus 110 Kanonen.
|        | Unteres Batteriedeck | Mittleres Batteriedeck | Oberes Batteriedeck | Backdeck      | Achterdeck     | Poopdeck      | Kanonen (Geschossgewicht) |
| ------ | -------------------- | ---------------------- | ------------------- | ------------- | -------------- | ------------- | ------------------------- |
| Design | 30 × 48-Pfünder      | 32 × 18-Pfünder        | 28 × 12-Pfünder     | 6 × 6-Pfünder | 10 × 6-Pfünder | 4 × 4-Pfünder | 110 Kanonen (606,07 kg)   |
| 1693   | 30 × 36-Pfünder      | 32 × 18-Pfünder        | 28 × 12-Pfünder     | 6 × 6-Pfünder | 10 × 6-Pfünder | 4 × 4-Pfünder | 110 Kanonen (514,96 kg)   |
| 1712   | 30 × 36-Pfünder      | 32 × 18-Pfünder        | 28 × 12-Pfünder     | 6 × 8-Pfünder | 10 × 8-Pfünder | 4 × 6-Pfünder | 110 Kanonen (524,75 kg)   |

## Besatzung
Die Besatzung hatte im Frieden eine Stärke von 990 und im Krieg von 1050 Mann (Offiziere und Unteroffiziere bzw. Mannschaften).

## Ähnliche Schiffe
- Britannia – englisch/britisches 100-Kanonen-Linienschiff (1691–1737)
- Konung Karl – schwedisches 108-Kanonen-Linienschiff (1694–1771)
- Fredericus Quartus – dänisches 110-Kanonen-Linienschiff (1699–1732)

## Bemerkungen
1. ↑  Bei der Berechnung des Gewichtes einer Breitseite kann es zu Unterschieden kommen, da in der damaligen Zeit ein Pfund, je nach Land, unterschiedliche Gewichtswerte hatte. Das französische Livre hatte z. B. ein Gewicht von 489,506 Gramm während das englische Pound ein Gewicht von 453,592 Gramm hatte.